# Ricarville
Ricarville foi uma comuna francesa na região administrativa da Normandia, no departamento de Sena Marítimo. Estendia-se por uma área de 4,21 km². Em 2010 a comuna tinha 319 habitantes (densidade: 75,8 hab./km²).
Em 1 de janeiro de 2017, passou a formar parte da nova comuna de Terres-de-Caux.